# 興除村
興除村（こうじょそん）は、かつて岡山県児島郡にあった村である。1971年（昭和46年）5月1日に岡山市に編入され廃止された。現在は同市南区の興除地域となっている。

## 歴史
干拓事業は元禄年間に津田永忠の計画に始まり、享保6年に実子の梶坂左四郎により着工されたが漁民との紛争や倉敷村の反対で中止された。その後も幕府や岡山藩、児島郡・妹尾村の両漁民の4者で干潟の帰属や漁場相論をめぐる対立、備前・備中の国境問題もありなかなか進まなかった。
干拓は文政2年（1819年）に幕府の命を受けて岡山藩が開発を行うことになり、倉敷代官であった大草太郎右馬により文政3年（1820年）に工事着手され、その監督のもとに児島郡の大庄屋5人の下請によって文政6年（1823年）に約840ha、5096石の新田が造成された。
文政5年（1822年）、開発中の新田は岡山藩士小原大之介により、中国の古典・管子の「興利除害」（利益を上げ害を排除する）という言葉から興除新田と名付けられ、これが興除の地名の起源となっている。同年に興除新田は東村・中村・西村と区分されたが、当時は新開地に「村」の名称が使用できなかったため翌年に東疇・中疇・西疇と改称された。さらに同年9月に西疇の北部・東部を分割して曽根が、東疇の西部を分割して内尾が置かれた。1875年（明治8年）、これら5地区をすべて村とした。
1889年（明治22年）6月1日の町村制施行で西興除村と東興除村が発足し、16年後の1905年（明治38年）4月1日に2村が合併して興除村となった。
1957年（昭和32年）8月3日 - 4日、集団赤痢（患者：40名。うち、死者：1名）が発生した。約1週間前、吉備上水道の滅菌装置が24時間にわたり壊れ、川水がろ過装置だけで給水されていたので、それが原因ではないかといわれた。
1967年（昭和42年）に設置された村議会広域行政調査特別委員会を中心に合併に関する調査活動が始められた。そして1970年（昭和45年）12月23日に岡山市外3町村合併協議会が設置され、翌1971年（昭和46年）1月11日に第1回合併協議会が開かれた。それからわずか1ヶ月あまり後の2月15日開催の第4回合併協議会で協議が成立し、協議書に署名が行われた。

## 沿革
- 文政3年（1820年） - 干拓事業着工。
- 文政5年（1822年） - 岡山藩士小原大之介により開発中の新田を興除新田と命名。東村・中村・西村と区分。
- 文政6年（1823年） - 興除新田が完成。東疇・中疇・西疇・曽根・内尾の5区画に分割。
- 1875年（明治8年）12月27日 - 東疇村・中疇村・西疇村・曽根村・内尾村が発足[11]。
- 1889年（明治22年）6月1日 - 町村制施行。西疇村と曽根村が合併し西興除村発足。東疇村・中疇村・内尾村が合併して東興除村発足。
- 1905年（明治38年）4月1日 - 東興除村と西興除村が合併して興除村発足。合併両村の大字を継承し、役場を中疇に設置。
- 1910年（明治43年）6月12日 - 妹尾駅が開業。
- 1917年（大正6年）6月21日 - 興除村中疇興除尋常高等小学校の敷地内に岡山県児島郡興除実業学校を開設。
- 1947年（昭和22年）5月 - 児島郡興除村藤田村学校組合立興田中学校を開設。
- 1948年（昭和23年）4月1日 - 大字西疇のうち字鶴崎の区域を都窪郡茶屋町に編入[11]。
- 1954年（昭和29年）12月1日 - 大字西疇のうち字大隅潟の区域を倉敷市に編入[11]。
- 1967年（昭和42年）6月20日 - 興除村議会広域行政調査特別委員会設置[12]。
- 1968年（昭和43年）12月 - 役場新庁舎が完成。村章制定[13]。
- 1970年（昭和45年）12月23日 - 岡山市・上道町・興除村・足守町による岡山市外3町村合併協議会が設立される[14]。
- 1971年（昭和46年）2月15日 - 第4回合併協議会で協議が成立、協定書に署名[14]。
- 1971年（昭和46年）2月22日 - 3町村議会で合併議案が可決（翌日に岡山市議会で、翌月20日に臨時岡山県議会で合併議案が可決）[14]。
- 1971年（昭和46年）4月30日 - 興除村閉村式が興除小学校講堂で開催される[15]。
- 1971年（昭和46年）5月1日 - 興除村が岡山市に編入される。同日興除村廃止。村制時の5大字は同市の大字に継承（東疇・中疇・西疇は東畦・中畦・西畦に変更）｡

## 村章

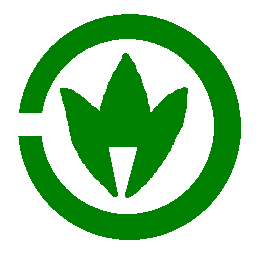
興除村章

興除村の村章は、1968年（昭和43年）12月1日に、興除村庁舎新築落成を記念して制定された。外周円は「コウジョ」の「コ」の字の図案化であり、村民の融和団結を示している。また、円内の図形も「コウジョ」の「ウ」の図案化であり、伸びゆく興除村の飛躍発展を表しており、興除村の米の花を象徴し、豊年繁栄が意味づけられている。
同村章は、第十回興除文化祭を記念し、「興除」の地名を後世に伝えるため、「興除文化連盟章」に継承制定された。「興除文化連盟」とは、興除村において文化展を開催するなどして、村内芸術の発展の寄与してきた「興除村民芸クラブ」（1966年3月21日結成）が、興除村の岡山市編入に伴って改名された団体である。

## 歴代村長
| 代         | 氏名     | 就任年月日                 | 退任年月日                 | 備考 |
| ---------- | -------- | -------------------------- | -------------------------- | ---- |
| 初         | 佐藤豊   | 1905年（明治38年）7月22日  | 1906年（明治39年）9月30日  |      |
| 2          | 阪田正蔵 | 1906年（明治39年）10月9日  | 1911年（明治44年）10月27日 |      |
| 3          | 日笠翫文 | 1911年（明治44年）11月1日  | 1937年（昭和12年）9月1日   |      |
| 4          | 杉原美作 | 1937年（昭和12年）12月31日 | 1940年（昭和15年）5月5日   |      |
| 5          | 鷲江周一 | 1940年（昭和15年）5月9日   | 1946年（昭和21年）3月7日   |      |
| 6          | 杉原美作 | 1946年（昭和21年）3月24日  | 1955年（昭和30年）4月29日  |      |
| 7          | 上野大恵 | 1955年（昭和30年）4月30日  | 1959年（昭和34年）4月29日  |      |
| 8          | 杉原美作 | 1959年（昭和34年）5月1日   | 1962年（昭和37年）7月20日  |      |
| 9          | 家守正志 | 1962年（昭和37年）9月2日   | 1971年（昭和46年）4月30日  |      |
| 参考文献 - |          |                            |                            |      |